# Radoryż Kościelny
Radoryż Kościelny (prononciation : [raˈdɔrɨʂ kɔɕˈt͡ɕelnɨ]) est un village polonais de la gmina de Krzywda dans le powiat de Łuków de la voïvodie de Lublin dans l'est de la Pologne.
Il se situe à environ 4 kilomètres à l'ouest de Krzywda (siège de la gmina), 21 kilomètres au sud-ouest de Łuków (siège du powiat) et 68 kilomètres au nord-ouest de Lublin (capitale de la voïvodie).
Le village comptait approximativement une population de 396 habitants en 2009.

## Histoire
De 1975 à 1998, le village est attaché administrativement à l'ancienne voïvodie de Siedlce.

Depuis 1999, il fait partie de la nouvelle voïvodie de Lublin.